# سامونیا
سامونیا (به فرانسوی: Samognat) یک کمون در فرانسه است که در Canton of Izernore واقع شده‌است.

## خصوصیات
سامونیا ۱۴٫۰۱ کیلومترمربع مساحت و ۶۸۵ نفر جمعیت دارد و ۴۳۷ متر بالاتر از سطح دریا واقع شده‌است.